# Palok
Palok is een bestuurslaag in het regentschap Gayo Lues van de provincie Atjeh, Indonesië. Palok telt 827 inwoners (volkstelling 2010).